# Symbolika anarchistyczna
Ruch anarchistyczny używa różnorodnej symboliki. Często trudno jednoznacznie stwierdzić, skąd wzięły się dane symbole. Ich przyjmowanie trwało niekiedy dziesiątki lat, raczej na zasadzie naśladownictwa niż uchwały jakiejś organizacji.

## Barwy anarchistyczne – czerwień i czerń

### Czerwona flaga – tło historyczne

Czerwona flaga

Czerwona bandera pojawiła się ok. 1300 r. na okrętach Normanów. W działaniach wojennych symbolizowała wolę oporu (nazywana była zresztą „flagą oporu”), na obleganych zamkach była sygnałem, że obrońcy nie poddadzą się. W XVII wieku czerwona flaga była wykorzystywana przez piratów. Stosowali oni tzw. Jolly Roger, czyli czarną banderę z białą trupią czaszką. Jeżeli ich ofiary wybierały walkę niż poddanie się i oddanie swych kosztowności piratom, wówczas ci wciągali na maszt czerwony sztandar, na znak iż nikt nie będzie oszczędzony.
W 1797 r. czerwona flaga została wywieszona podczas buntu marynarzy angielskich na Tamizie. W 1831 r. stała się symbolem krwawo stłumionego buntu górników w miejscowości Merthyr Tydfil w Walii. Górnicy przejęli kontrolę nad miastem i utrzymywali ją przez 5 dni, do czasu aż zostali zmasakrowani przez wojsko. Ich sztandarem miała być koszula jednego z robotników, Dica Penderyna, unurzana w jego krwi.
Socjaliści i radykalni republikanie podczas Rewolucji francuskiej 1789 roku przyjęli czerwony sztandar jako symbol ich sprawy (to oni stworzyli opis koloru flagi jako „krew wściekłych robotników”). W tym czasie bardziej umiarkowani zwolennicy II Republiki Francuskiej opowiadali się za sztandarem trójkolorowym, który później stał się flagą Francji. Od tego czasu zaczęła być kojarzona z ruchem socjalistycznym.
Flaga symbolizuje krew robotników przelaną podczas codziennej pracy (odzwierciedla to warunki pracy w XIX wieku – nie istniała ochrona praw pracowniczych, a w kopalniach pracowały nawet dzieci), a także ofiary kapitalistów zabite podczas demonstracji. Jednolita barwa flagi symbolizuje również jedność w walce we wspólnej sprawie. Na szeroką skalę, symbolizuje lewicowe wartości od czasu Komuny Paryskiej w 1871 roku.

### Czarna flaga – tło historyczne

Czarna flaga jest tradycyjnym symbolem anarchistów

Czarny sztandar po raz pierwszy podnieśli w marcu 1831 r. zbuntowani kopacze w Reims (Francja). Wymalowane było na nim hasło: Praca albo śmierć. Później w Lyonie grupa kopaczy została za to samo skierowana na gilotynę, a 21 listopada wojsko otworzyło ogień do manifestujących, zwolnionych tkaczy. W odpowiedzi na to wybuchło powstanie. Szybko powstały barykady, a nad nimi powiewał czarny sztandar z hasłem Żyć pracując albo umrzeć walcząc!. To było pierwsze w historii masowe powstanie klasy robotniczej. We wszystkich tych wypadkach czarny sztandar służył jako symbol nędzy i rozpaczy robotników, gotowych raczej zginąć w walce o swe prawa, niż cierpieć niesprawiedliwość.

### Znaczenie koloru czarnego dla anarchistów
Chicagowskie pismo anarchistyczne „Alarm”, pisało, że czarna flaga to „straszliwy symbol głodu, nędzy i śmierci” Murray Bookchin w książce „The Spanish Anarchists” pisał, że czarna flaga jest „symbolem nędzy robotników i wyrażeniem ich gniewu i rozgoryczenia”. Historyk Bruce C. Nelson zauważa też, że gdy czarna flaga została rozwinięta w Chicago w 1884 roku. była uważana za „emblemat głodu”. Anarchistka Louise Michel pisała, że czarna flaga jest flagą strajków i flagą tych, którzy są głodni.
Jeden z czytelników brytyjskiego pisma anarchistycznego „Freedom” w liście opublikowanym w tym piśmie pisał: Czarny jest kolorem żałoby, symbolizuje opłakiwanie przez nas poległych towarzyszy, tych, którym życie zabrała wojna – na polu bitwy (między państwami), czy też na ulicach i w pierwszych rzędach pikiet (między klasami)

Bandera piratów – Jolly Roger

Istnieją też powiązania między czarną flagą anarchistów a czarną banderą piratów. W XIX wieku piraci w kulturze ludowej byli ucieleśnieniem buntu znienawidzonym przez klasę rządzącą. Mogło to być wystarczającym powodem dla głodujących i bezrobotnych, aby wybrać czarną flagę podczas powstań i zamieszek.
W Stanach Zjednoczonych czarna flaga miała swoje miejsce w historii kraju. Podczas wojny secesyjnej oficer Południa William Quantrill walczył pod czarną flagą. Był znany jako nieskory do miłosierdzia w stosunku do swoich wrogów i nie oczekiwał żadnej łaski w zamian. Takiej samej flagi używał generał Santa Anna z Meksyku w czasie bitwy pod Alamo. Pod czarnymi sztandarami szli jego trębacze, grających hejnał zwany „Deguello”, który był sygnałem oznaczającym „nikt nie zostanie oszczędzony” (nie bierzemy jeńców). Odwołanie się do tej historii stosowane było przez amerykańskich anarchistów. Historyk Donald C. Hodges w książce „Sandinos Communism”, opisując historię sztandaru nikaraguańskich sandinistów pisał „Chociaż czarny sztandar był interpretowany w kręgach anarchistycznych jako symbol śmierci, głodu i nędzy, to mówiło się też, że jest to godło zemsty. Podczas pochodu robotników w Cincinnati w styczniu 1885 r. był on używany jako sztandar nieustępliwości klasy robotniczej, co zostało dobitnie ukazane w wyszytych na nim słowach Nie będziemy ich oszczędzać.
Howard Ehrlich w swojej książce „Reinventing anarchy again” tak opisywał fakt stosowania przez anarchistów czarnego koloru: Dlaczego nasza flaga jest czarna? Czerń jest barwą negacji. Czarna flaga jest zaprzeczeniem wszystkich flag. Jest ona zaprzeczeniem przynależności państwowej, która popycha ludzką rasę przeciwko samej sobie i przeczy jedności całego rodzaju ludzkiego. Czerń to nastrój gniewu i wściekłości na wszystkie ohydne zbrodnie popełnione w imię przynależności do tego czy innego państwa. (...) Czarny jest także kolorem żałoby; czarna flaga, która wymazuje naród, opłakuje też jego ofiary – niezliczone miliony ludzi pomordowanych podczas wojen, zewnętrznych i domowych dla większej chwały i stabilności jakiegoś krwawego państwa. Opłakuje tych, których praca zostaje skradziona (opodatkowana), aby płacić za rzezie i ucisk innych istot ludzkich. Opłakuje ona nie tylko śmierć cielesną, ale i okaleczenie ducha pod rządami autorytarnych i hierarchicznych systemów; opłakuje miliony zablokowanych komórek mózgowych, którym nigdy nie będzie dane oświecić świata. Jest to barwa nieutulonego smutku. Ale czarny jest też piękny. Jest to kolor determinacji, stanowczości, siły, kolor, przy pomocy którego definiuje się i oczyszcza wszystkie inne kolory. Czerń jest tajemniczym środowiskiem kiełkowania, płodności, żyzną glebą nowego życia, które zawsze się rozwija, odnawia, odświeża i rozmnaża w ciemności. Nasiona ukryte w ziemi, dziwna podróż plemnika, tajemniczy rozwój zarodka w łonie matki – wszystko to jest otoczone i chronione czernią. (...) A więc czarny jest negacją, jest gniewem, jest wściekłością, jest żałobą, jest pięknem, jest nadzieją, jest karmieniem i chronieniem nowych form ludzkiego życia i stosunków na tej ziemi i z tą ziemią. Czarna flaga oznacza wszystkie te rzeczy razem. Jesteśmy dumni, że ją nosimy, przykro nam, że ją nosić musimy i oczekujemy dnia, kiedy taki symbol już nie będzie dłużej potrzebny.

### Zastosowanie czarnych flag
Do rozprzestrzenienia się czarnego sztandaru w ruchu anarchistycznym doszło w latach 80. XIX wieku we Francji. Za punkt zwrotny można uznać Międzynarodowy Kongres Socjalrewolucyjny w Londynie (14-20 lipca 1881 roku), kiedy formalnie utworzono Międzynarodowe Stowarzyszenie Robotników tzw. Czarną Międzynarodówkę. W latach następnych część organizacji anarchistycznych, wybierało sztandar czarny zamiast czerwonego. Po okrutnym zdławieniu Komuny Paryskiej (zabito około 30 tys. komunardów) w Europie zapanowała reakcja, w większości krajów zdelegalizowano sekcje Międzynarodówki i czerwony sztandar. Reakcji towarzyszyło nasilenie wyzysku robotników, rozprzestrzenienie się głodu, nędzy, bezrobocia i chorób. Dla zepchniętych do podziemia ruchów: robotniczego i anarchistycznego we Francji, czarny sztandar stał się symbolem, który najlepiej wyrażał nastroje klasy robotniczej: Nie mamy nic do stracenia oprócz naszych kajdan. To był sztandar antypartyjny, wyrażający mieszaninę rozpaczy i walki, całkowite odrzucenie władzy oraz bezkompromisowość klasy robotniczej. „To jest symbol bezrobotnych” – mawiała znana anarchistka, uczestniczka Komuny Paryskiej, Louise Michel. Niosła ona czarną flagą podczas demonstracji bezrobotnych w Paryżu 9 marca 1883 roku. Demonstracja, w której uczestniczyło ok. 500 osób została zaatakowana przez policję. Głodni demonstranci krzycząc Chleb i praca, albo ołów! obrabowali trzy piekarnie, a Michel została aresztowana i skazana na sześć lat więzienia. Według niektórych źródeł było to pierwsze zastosowanie czarnej flagi podczas demonstracji
Problem koloru sztandarów nabrał też pewnego podtekstu organizacyjnego. Czarną flagę przyjęła część propagandowych i bojowych grup anarchistów, którzy pracowali tak wewnątrz, jak i poza strukturami ruchu robotniczego. Niektórzy z nich uciekali się do rozpaczliwej taktyki „propagandy czynu”.
Na przełomie XIX i XX wieku czarny sztandar był popularny we Francji, Rosji, Polsce, Niemczech, Włoszech i w szeregu innych krajów Europy, a także w Ameryce Płn., gdzie przywędrował z emigrantami z Europy. 27 listopada 1884 roku czarna flaga została wywieszona w Chicago na anarchistycznej demonstracji. August Spies, jeden ze słynnych „męczenników z Haymarket”, zauważył, iż była to pierwsza okazja, przy której czarna flaga została rozwinięta na amerykańskiej ziemi

### Czerwone i czarne flagi jako symbole ruchu anarchistycznego

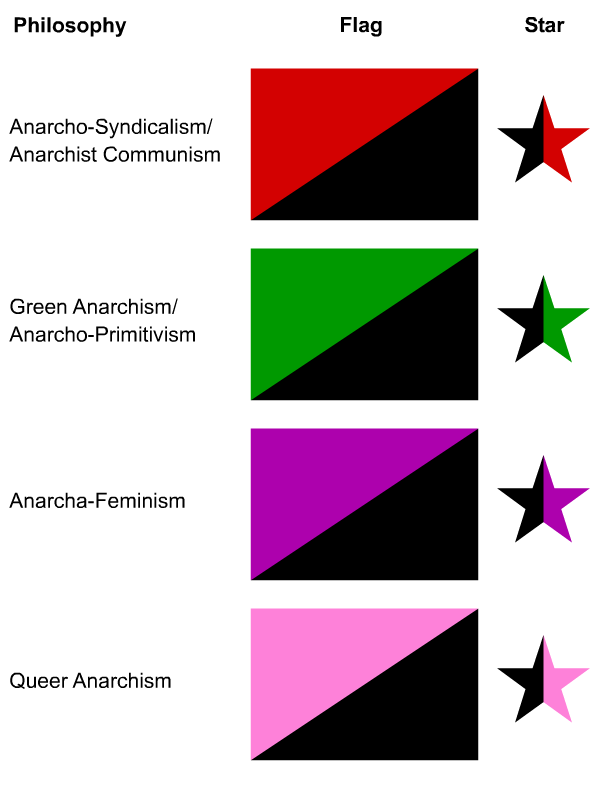
Flagi i gwiazdy poszczególnych nurtów anarchistycznych

Anarchistyczny czerwony sztandar utrzymywał popularność w niektórych krajach Europy, w Ameryce Łacińskiej, w Skandynawii, na Dalekim Wschodzie. Wszystkie anarchosyndykalistyczne i rewolucyjno-syndykalistyczne związki zawodowe na świecie oraz część grup anarchistycznych („Freedom” i „Socialist League” w Wielkiej Brytanii, socjalistyczne kluby w krajach skandynawskich) preferowały flagi czerwone.
Zmiany zachodziły stopniowo po rewolucji rosyjskiej w 1917 roku. Aby wzmocnić pozycję ZSRR w świecie, czerwony sztandar zaczęto coraz częściej wiązać z bolszewizmem i „radziecką” Rosją. Do początku lat 30. czerwony sztandar (razem z czarnym) wciąż jeszcze pozostawał symbolem ruchu anarchistycznego. Jednak coraz powszechniejsze utożsamianie koloru czerwonego z dyktaturą (najpierw Lenina, potem Stalina) sprawiło, że używanie czerwonej flagi przez anarchistów zanikło, gdyż już nie „opowiadała się ona za wolnością” i była kojarzona z partiami komunistycznymi czy też, w najlepszym razie, z biurokratyczną i reformistyczną socjaldemokracją.
Powstańcza armia Nestora Machno na Ukrainie walczyła pod obydwiema flagami. Najbardziej znanymi symbolami machnowskimi są jednak czarne sztandary na których wypisywano hasła „Wolność albo Śmierć” i „Ziemia dla Chłopów, Fabryki dla Robotników”. W latach 1922–1931 na emblemacie Międzynarodowego Stowarzyszenia Robotniczego, sztandar był jeszcze czerwony. Wiele lokalnych organizacji i anarchosyndykalistycznych miało swoje własne flagi. W Niemczech niektóre grupy Związku Wolnych Robotników (FAU) i Młodzieży Anarchosyndykalistycznej miały czarne sztandary z pięcioramienną czerwoną gwiazdą w środku, lokalna federacja Centralnej Organizacji Robotników Szwedzkich (SAC) w Göteborgu miała czarny sztandar z czerwoną przekątną kreską od lewej strony do prawej, z dołu do góry.

## Sztandar czarno-czerwony

Współczesna flaga czarno-czerwona. Lewa górna połowa jest czerwona, a prawa dolna czarna.

Od lat 30. XIX wieku dwa kolory – czarny i czerwony pojawiają się regularnie na sztandarach powstań i rewolucji robotniczych.
W XIX wieku i na początku XX wieku anarchiści używali obu kolorów. W tym czasie ruchy marksistowskie i socjaldemokracja nie mogły rościć sobie wyłączności do czerwonej flagi. W wielu krajach towarzyszyły one ruchowi anarchistycznemu. W 1871 r. francuscy anarchiści walczyli w walkach Komuny Paryskiej pod czerwonym sztandarem. Czerwone były flagi większości bakuninowskich federacji Międzynarodowego Stowarzyszenia Robotników (I Międzynarodówka), w tym sławnej Federacji Jurajskiej ze Szwajcarii. W marcu 1877 r. członkowie tej federacji wyszli na ulice Berna z czerwonymi sztandarami, aby obchodzić rocznicę Komuny Paryskiej. Wówczas policja zaatakowała demonstrantów i zaczęła wyrywać im transparenty, rozpoczęła się walka wręcz i kilka flag udało się utrzymać. Wtedy anarchista Paul Brousse napisał znaną w europejskim ruchu robotniczym pieśń „Czerwony sztandar” na melodię wojennej pieśni szwajcarskiej „La libre Sarine”.
Równocześnie z czarnymi i czerwonymi sztandarami w latach 1871–1872 we Włoszech pojawił się sztandar czerwono-czarny, ale układ barw różnił się od współczesnego. Sztandar ten był czarny, ale okalało go wąskie, czerwone pasmo. Według historyka anarchizmu Maksa Nettlaua, sztandar był przyjęty jako przeciwwaga dla czerwonego, który marksiści chcieli przekształcić w swój partyjny. Najwcześniej użyto czerwono-czarnych barw podczas próby powstania we Włoszech w sierpniu 1874 roku. Chociaż zakończyło się ono niepowodzeniem, niektórzy z zaangażowanych w ten zryw paradowali z anarchistycznymi czerwono-czarnymi kokardami. W kwietniu 1877 r. podczas podobnej próby wywołania buntu anarchiści weszli do małego włoskiego miasteczka Letino „nosząc na sobie czerwono-czarne kokardy i wymachując sztandarem w tych samych kolorach”. Te działania pomogły „zwrócić na siebie uwagę całego kraju i ściągnąć znaczne zainteresowanie dla Międzynarodówki i jej programu socjalistycznego”
Na początku lat 70. XIX wieku czerwono-czarny sztandar pojawił się u meksykańskich anarchistów, został on tam oficjalnym symbolem narodzonego ruchu robotniczego. Podczas anarchistycznego wiecu protestacyjnego w dniu 14 grudnia 1879 roku w Parku Kolumba w Meksyku „jakieś pięć tysięcy osób zgromadziło się wypełniając to miejsce licznymi czerwono-czarnymi flagami (...) Wielki czarny sztandar zawierający napis La Social Gran Liga International przykrywał przód podwyższenia dla mówców”. Więzi między meksykańskim i europejskim ruchem anarchistycznym były silne, gdyż „dziewiętnastowieczny meksykański miejski ruch robotniczy utrzymywał bezpośredni kontakt z sekcją Jury (...) mającego siedzibę w Europie Międzynarodowego Stowarzyszenia Robotników (I Międzynarodówki) i w pewnym momencie otwarcie wstąpił w jego szeregi”. Stąd ruchy w Meksyku i we Włoszech używały takich samych flag. Czarno-czerwony sztandar nie rozprzestrzenił się jednak na inne kraje. W latach Rewolucji meksykańskiej (1910–1917) czerwony sztandar z czarnym pasem używany był jako emblemat anarchosyndykalistycznej organizacji „Dom Robotników Świata” (1912–1916), a po rewolucji czarno-czerwonych flag używała zarówno prorządowa „Regionalna Konfederacja Robotników”, jak i anarchosyndykalistyczna „Powszechna Konfederacja Robotników” (1921–1934).

Współczesna flaga stosowana przez ruchy anarchistyczno-feministyczne

Prawdopodobnie z Meksyku czarno-czerwony sztandar zapożyczył nikaraguański rewolucjonista Augusto Sandino, od którego przejęły go liczne grupy partyzanckie w Ameryce i Afryce. Nie miały one jednak nic wspólnego z anarchizmem.
Drugi nurt rewolucji meksykańskiej – agrarny, na czele z Emiliano Zapatą – walczył pod narodową, trójkolorową flagą i pod czarną z trupią czaszką, co odbijało tradycje wolnościowe i rewolucyjne wyobrażenia chłopów.
Współczesny czarno-czerwony sztandar, gdzie lewa górna połowa jest czerwona, a prawa dolna czarna, pojawił się na początku lat 30. w Hiszpanii i Francji. W Hiszpanii spór o flagę trwał od 1919 roku i miał teoretycznie tło roli pracy związkowej. W centrum dyskusji były dwie grupy anarchistyczne z Barcelony – „Czerwony Sztandar” i „Czarny Sztandar”. Pierwsza z nich wydawała pismo o tej samej nazwie i w 1919 roku stała się inicjatorem założenia Iberyjskiej Federacji Anarchokomunistycznej, mającej także sekcje we Francji. Grupa ta podkreślała znaczenie organizacji związkowej. Grupa druga trzymała się z dala od walki związkowej i zajmowała się radykalną propagandą. Przeciwieństwa między nimi utrzymywały się do 1930 roku. Wraz z upadkiem monarchii w Hiszpanii otworzyły się dla pracy anarchosyndykalistycznej nowe perspektywy, a wcześniejszy spór ustał. 27 kwietnia 1931 roku, lokalu związku zawodowego budowlanych w Barcelonie zebrali się przedstawiciele Krajowej Konfederacji Pracy (CNT) i Iberyjskiej Federacji Anarchistycznej (FAI), aby omówić przygotowania do demonstracji pierwszomajowej oraz, w szczególności zadecydować pod jakim sztandarem będą występować. Przedstawiciel grupy „Czarny Sztandar„ Garcia Oliver zaproponował połączyć czarne (anarchistyczne) i czerwone (syndykalistyczne) sztandary w jeden. Tak też zdecydowano. 1 maja 1931 roku, po upływie 100 lat od podniesienia czarnego sztandaru, anarchosyndykaliści wyszli na ulice z czarno-czerwona flagą. Do połowy lat 30. XX wieku rozpowszechniła się ona we wszystkich krajach, gdzie byli anarchiści i zastąpiła wcześniejszy czerwony sztandar anarchosyndykalistów. Nawet Argentyńska Regionalna Federacja Robotników (FORA), tradycyjnie występująca pod czerwonymi sztandarami, przyjęła nową flagę. Anarchosyndykaliści zatrzymali czarny sztandar tylko na Dalekim Wschodzie, gdzie było to związane z ich tradycjami. W Japonii czarnych sztandarów używała min. uformowana w 1925 roku Liga Czarnej Młodzieży, w 1945, kiedy Japońska Federacja Anarchistyczna odrodziła się po wojnie, jej dziennik został nazwany Kurohata (Czarna Flaga).

Współczesna flaga stosowana przez „zielonych anarchistów”

Czerwoną flagę utrzymali syndykaliści z grupy Robotnicy Przemysłowi Świata (IWW), którzy od lat 70. zaczęli umieszczać na nim emblemat czarnego kota, syndykalistycznego symbolu nielegalnego strajku. Niektóre grupy IWW miały też czarne sztandary, bowiem IWW nie ma swojej oficjalnej flagi.
Od czasów II wojny światowej, emblemat Międzynarodowego Stowarzyszenia Pracowniczego także przeszedł zmiany: sztandar stał się czarno-czerwony, znikło z niego hasło, z emblematu usunięto zbędne detale, a przedstawienie robotnika otrzymało ostrzejsze, stylizowane rysy. Obecny klasyczny czarno-czerwony sztandar przedstawia sobą płaszczyznę rozdzieloną po przekątnej na dwie połowy. Najczęściej górna połowa jest czerwona, a dolna czarna, czasami spotyka się i odwrotne położenie kolorów. Aktywny, energiczny, agresywny czerwony kolor symbolizuje zdecydowanie anarchosyndykalistów do walki o rewolucję społeczną. Czarny kolor to symbol wolności, odrzucenia wszystkiego, co ją ogranicza lub przeszkadza w jej realizacji poprzez urzeczywistnienie ideałów anarchizmu.

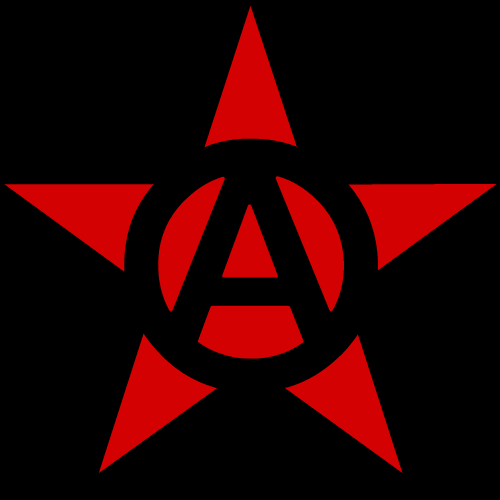
Współczesny przykład łączenia różnych anarchistycznych symboli

„Niesyndykalistyczni” anarchiści używali w przeważającej mierze czarnych flag. Od pojawienia się w 1964 roku emblematu w postaci litery „A” w okręgu, zaczął się on pojawiać i na czarnych sztandarach anarchistów. Umieszcza się go albo na szczycie drzewca albo w centrum flagi. Jest on zwykle koloru czerwonego lub białego.
W latach 70.-90. XX wieku w różnych krajach świata pojawiły się grupy anarchistyczne nie reprezentujące orientacji anarchosyndykalistycznej, niemniej jednak wykorzystujące czarno-czerwony sztandar. Świadczy to o tym, że różnica między anarchistycznymi czarnymi a anarchosyndykalistycznymi czarno-czerwonymi flagami powoli zaciera się. Kolor czarny i czerwony służą jako symbole także nowemu lewicowemu „ruchowi autonomicznemu”, który pojawił się w Europie w latach 70. XX wieku.
Rozpowszechnione są wśród nich czerwone sztandary z czarną gwiazdą lub też czarne sztandary z emblematem ruchu na rzecz przejęcia pustostanów (squattersów).
Przekątny podział flagi stosowany jest współcześnie do łączenia czarnego koloru anarchistów z kolorami innych ruchów społecznych, oznaczających ich antybiurokratyczne i wolnościowe nurty. Na przykład stosowane są flagi czarno-zielone (łączące czarny kolor anarchizmu z zielonym ruchu ekologicznego), czarno-fioletowe (ruch anarchistyczno-feministyczny), żółto-czarne (anarchokapitaliści), różowo-czarne (ruch anarchistyczno-LGBT) czy biało-czarne (ruch anarchistyczno-pacyfistyczny).

## „A” wpisane w okrąg
Litera „A” wpisane w okrąg jest chyba najbardziej znanym anarchistycznym symbolem. Historyk Peter Marshall w książce „Demanding the Impossible” pisał: „A wpisane w okrąg przedstawia maksymę Proudhona Anarchia jest porządkiem”. Rosyjscy anarchiści stosowali hasło Anarchia matką ładu (ros. Aнархия мать порядка).
Symbol ten, w różnych od współczesnego kontekstach, pojawiał się w historii ruchu anarchistycznego od jego zarania.

Symbol Rady Federalnej Hiszpanii Międzynarodowego Stowarzyszenia Robotników

Pierwszy raz podobnego symbolu użył w 1868 r. zwolennik Bakunina Giuseppe Fanelli, projektując symbol Rady Federalnej Hiszpanii Międzynarodowego Stowarzyszenia Robotników. Fanelli należał do loży masońskiej, stąd symbolika ta odwoływała się do symboli wolnomularskich i nie miała związku późniejszym jej użyciem. Na zdjęciach anarchistycznych milicjantów z czasów Hiszpańskiej Rewolucji 1936 r. widoczne jest użycie tego symbolu w wersji uproszczonej, bardzo zbliżonej do współczesnej litery „A” wpisanej w okrąg.
25 listopada 1956 r. podczas założycielskiego zjazdu w Brukseli organizacja Alliance Ouvriere Anarchiste (AOA) przyjęła symbol litery „A” w okręgu. Łączył on pierwsze litery nazwy grupy.

„A” wpisane w okrąg”

Jednak „A wpisane w okrąg” jako symbol ruchu anarchistycznego rozpropagowała francuska grupa, Jeunesse Libertaire w roku 1964, która w ten sposób zinterpretowała proudhonowskie Anarchia jest porządkiem – gdzie litera „A” oznacza anarchię, a okrąg „naturalny ład”.
Dzięki swej prostocie i faktowi, że słowo „anarchia” w większości języków świata zaczyna się na „A”, stał się rozpoznawalnym symbolem na wszystkich kontynentach, po wydarzeniach maja 1968 r.
Popularność tego znaku sprawiła, że dziś jest on często stosowany w oderwaniu od pierwotnego kontekstu i bez związku z ruchem anarchistycznym w kulturze masowej oraz jako element mody młodzieżowej.

## Czarna gwiazda

Czarna gwiazda

Sama idea używania gwiazdy jako symbolu politycznego narodziła się już w roku 1777 podczas amerykańskiej wojny o niepodległość została elementem flagi kolonistów walczących z Brytyjczykami. Od tego czasu stała się coraz bardziej popularnym elementem w godłach i flagach narodowych. Taka popularność jest związana pośrednio z jej znaczeniem.
Pięcioramienna gwiazda oznacza jedność i siłę. Ramiona czerwonej gwiazdy mają również przedstawiać solidarność pięciu kontynentów. Rewolucjoniści połączyli tę symbolikę z czerwonym kolorem będącym symbolem krwi przelanej przez klasę robotniczą w swojej walce. Po raz pierwszy jako symbol ruchu socjalistycznego została użyta przez Karola Marksa w XIX wieku. Jej zastosowanie w masowym ruchu społecznym związane z zastosowaniem jej jako oznaczenia wojskowego na mundurach oddziałów rewolucyjnych w Rosji w roku 1917 i później podczas wojny domowej. Weszła wówczas do kanonu symboli rewolucyjnych. Używały jej siły republikańskie podczas wojny domowej w Hiszpanii. Stała się symbolem oporu przeciwko faszyzmowi, i była stosowana przez większość lewicowych ugrupowań politycznych i związkowych.
Anarchiści uznają gwiazdę jako symbol rewolucyjny jednak, podobnie jak w przypadku flagi jej kolorystyka związana jest z symboliką ruchu anarchistycznego, stąd stosowane przez anarchistów gwiazdy mają kolory czarne, czarno-czerwone, czarno-zielone itd.

## Symbol „dzikiego strajku”

Symbol „dzikiego strajku”

Blisko związanym z ruchem anarchistycznym jest symbol „dzikiego strajku”. Znak ten przedstawia czarnego, najeżonego kota (a dokładnie jego kuzyna z rodziny kotowatych – żbika). Istnieje kilka wariantów tego symbolu, jednak w najczęściej stosowanym jest on wpisany w okrąg. Symbol ten jest często stosowany przez związkowe organizacje anarchosyndykalistyczne.
Symbol ten został zaprojektowany w początkach XX wieku przez działacza organizacji związkowej Robotnicy Przemysłowi Świata Ralpha Chaplina. Jest on graficznym odzwierciedleniem angielskiego określenia oznaczającego „dziki strajk” nazywanego „wildcat strike” (dosłownie: uderzenie żbika). Takie spontaniczne i silne uderzenie walki strajkowej, jest ważnym elementem syndykalistycznej taktyki.
W Polsce symbol dzikiego strajku stosuje m.in. Związek Zawodowy „Inicjatywa Pracownicza”.

## Czarny krzyż

Symbol Anarchistycznego Czarnego Krzyża

W latach 60. XIX wieku w carskiej Rosji powstała organizacja Polityczny Czerwony Krzyż. Swoją nazwą nawiązywała do powstałego w 1863 r. w Genewie, humanitarnego stowarzyszenia Czerwony Krzyż. Głównym zadaniem, jaki postawił sobie Polityczny Czerwony Krzyż, była pomoc dla więźniów politycznych trzymanych w carskich więzieniach, obozach pracy i miejscach zsyłki. Organizacja wielokrotnie uczestniczyła w przeprowadzaniu ucieczek z więzień i miejsc zsyłki. Polityczny Czerwony Krzyż był w założeniach organizacją bezstronną, mającą pomagać wszystkim więźniom-rewolucjonistom bez względu na przynależność ideologiczną. Jednakże w początkach XX wieku kontrolę nad PCK zaczęła przejmować, odwołująca się do marksizmu Socjaldemokratyczna Partia Robotnicza Rosji (SDPRR). Pomoc dla uwięzionych anarchistów i innych więźniów politycznych niezwiązanych z Partią, szybko zaczęła zanikać. W związku z tym anarchiści utworzyli własną organizację Anarchistyczny Czerwony Krzyż. W 1919 r. organizacja zmieniła nazwę na Anarchistyczny Czarny Krzyż (ACK).
Symbol ACK nawiązuje do symbolu organizacji humanitarnej Czerwonego Krzyża. Symbol zwieńczony jest zaciśniętą pięścią – znakiem woli walki i oporu.

## Akronimy i numeronimy
| Skrót | Znaczenie |
| ----- | --- |
| 161   | Liczba stanowi odniesienie do 1. i 6. litery alfabetu „A” i „F”, co służy jako skrótowiec AFA, co jest odnośnikiem do Akcji Antyfaszystowskiej. W taki sposób niebezpośrednio przekazywane są skojarzenia antyfaszystowskie. |
| 1312  | Odnosi się do 1. 3. i 2. liczby alfabetu „A”, „C” i „B”, które w konfiguracji 1312 dają ACAB (All Cops Are Bastards), co można przetłumaczyć jako Wszyscy Gliniarze To Bękarty.                                              |
| AFA   | Akronim pojęcia „Antifa”, inaczej Akcji Antyfaszystowskiej odwołującej się do organizacji międzywojennych sprzeciwiających się faszyzmowi, między innymi Żelazny Front i Antifaschistische Aktion.                           |